# La carica dei 102 - Un nuovo colpo di coda
La carica dei 102 - Un nuovo colpo di coda (102 Dalmatians) è un film del 2000, diretto da Kevin Lima, sequel di La carica dei 101 - Questa volta la magia è vera.
A differenza del film precedente, remake del film d'animazione La carica dei cento e uno, tratto dal romanzo La carica dei 101 di Dodie Smith, questa è una storia inedita.

## Trama
Tre anni dopo gli eventi del primo film, la perfida Crudelia De Mon viene scarcerata per buona condotta, in seguito ad una cura medica del dottor Pavlow: ora infatti si fa chiamare Delia ed ama gli animali, come il suo cane Fanfulla. Tutti credono nel suo cambiamento tranne la sua agente di sorveglianza, la bella e coraggiosa Chloe Simon, che da Anita e Rudy ha adottato Misurino, uno dei 15 cuccioli di Pongo e Peggy che, diventato adulto, si è accoppiato con la dalmata femmina di Chloe, Dottie, ed ha appena avuto tre bellissimi cuccioli, tra cui una femmina, Nuvolina, chiamata così perché non ha neppure una macchia.
Crudelia intanto entra in contatto con un ragazzo, Kevin Sheperd, che aveva aperto un canile dove ospitava tutti i cagnolini abbandonati, ma ora sta per chiudere (non essendo in grado di pagare l'affitto) e Crudelia compra in tempo il canile facendolo rimanere con il suo lavoro, per dimostrare a Chloe che ama gli animali.
A causa del suono del Big Ben, la cura psichiatrica perde stranamente il suo effetto e tramite una divertente scena in cui Crudelia ritorna se stessa (i suoi capelli tornano ingarbugliati e scarmigliati dopo le cotonatissime e liscissime pettinature del suo alter ego "Delia") le torna anche il desiderio della pelliccia di dalmata: chiede quindi aiuto ad un pellicciaio chiamato Jean Pierre Le Pelt. Comincia così l'inghippo tra i due per accusare di tutti i rapimenti il povero Kevin.
Crudelia torna ad indossare abiti meravigliosamente eccentrici ornati di piume e pelliccia cercando di celare se stessa a Chloe, che ora è completamente sicura del suo vero cambiamento.
I cuccioli dalmata da rubare devono essere 99 di nuovo, ma Crudelia ne vuole 102 e li fa rapire al maggiordomo Alonzo e a Le Pelt, dato che aveva aggiunto ai 99 cuccioli già presi anche i tre di Chloe, da cui De Mon decide di fare un cappuccio per la pelliccia, tutto ciò per vendetta nei confronti della vecchia generazione di Misurino (i suoi fratelli ed altri 84 cuccioli, in tutto 99, nel primo film, poi 101 con l'arrivo di Pongo e Peggy). Comincia una corsa contro il tempo per salvare i cuccioli.
Mentre tutti i cuccioli vengono caricati sull'Orient Express in destinazione Parigi alla Maison Le Pelt per la creazione della pelliccia, Crudelia e Le Pelt, che ha rapito i cani di Chloe, brindano al loro imminente successo, non sapendo che Chloe, assieme a Kevin, dopo essere fuggita da Villa De Mon con l'aiuto di Fanfulla (si trovava a una festa-trappola ordita per lei da Crudelia in modo da farla uscire di casa e poter rapire i suoi cani), li stanno seguendo per trarre in salvo i piccoli.
Arrivati a Parigi, Chloe e Kevin vengono di nuovo imprigionati ma riescono a far fuggire i cuccioli grazie al pappagallo di quest'ultimo, Garibaldi, e a Nuvolina, unica della sua famiglia a non essere stata intrappolata.
Crudelia insegue i dalmata fino a una fabbrica di dolci, ma dopo un breve inseguimento viene intrappolata nella pasta dei dolci da Nuvolina e diventa una torta gigante. Crudelia e Le Pelt vengono arrestati, mentre il pentito Alonzo, per aver liberato Chloe e Kevin ed aver imprigionato Le Pelt, viene graziato. Alla fine, poiché Crudelia non esce più dal carcere di Parigi, non cambierà mai il carattere e viene lasciata sul lastrico; a Kevin andranno tutte le sue ricchezze come anche quella di padrone della sua azienda di moda e della Maison Le Pelt, tramite una lettera di Alonzo che adotta Fanfulla, dopo che tutti insieme tornano a Londra. Chloe e Kevin si fidanzano e a Nuvolina spuntano finalmente le prime macchie.

## Produzione

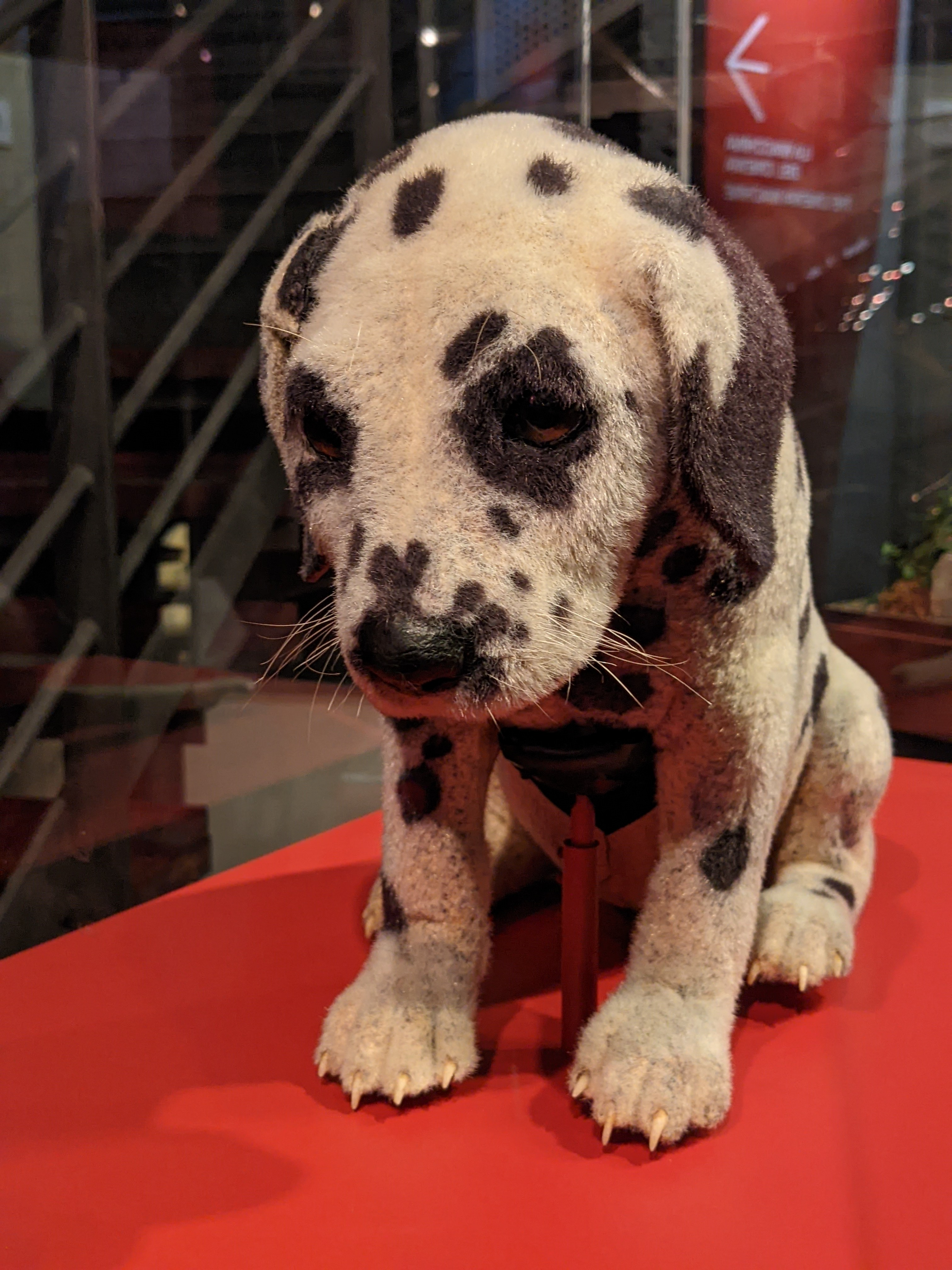
Animatronic di un cucciolo di dalmata utilizzato durante le riprese del film. Museo nazionale del cinema, Torino

La produzione del film iniziò nel dicembre 1998 e terminò a metà novembre 1999. La carica dei 102 è stato girato parzialmente a Parigi.
Il film è dedicato alla memoria del cameraman Mike Roberts, morto prima della sua uscita.

## Distribuzione
L'uscita del film era prevista per il 30 giugno 2000, ma è stata posticipata al 22 novembre. Il teaser del film è uscito lo stesso mese in cui è uscito il film nel 1999 e mostra filmati d'archivio di Le ali della libertà.

## Home Video
In Italia, il film fu distribuito nel settembre 2001 in VHS e DVD. 

## Accoglienza

### Incassi
Sebbene non abbia guadagnato come il film precedente, anche questa versione ebbe comunque un buon successo al box office con un guadagno di circa 184 milioni di dollari a livello mondiale.

### Critica
Sul sito di recensioni Rotten Tomatoes il film ha un indice di gradimento del 30% su 90 recensioni, il consenso critico cita: "Questo sequel del live-action 101 Dalmatians è semplicemente più o meno lo stesso. I critici dicono che trascina anche in parte, bambini potenzialmente noiosi, e che è troppo violento per un film G-rated".

## Riconoscimenti
- 2001 - Premio Oscar
  - Candidatura ai Migliori costumi a Anthony Powell
- 2001 - Satellite Award
  - Candidatura alla Miglior attrice in un film commedia o musicale a Glenn Close
- 2001 - Bogey Awards
  - Bogey Award
- 2001 - Golden Trailer Awards
  - Candidatura al Film più originale
- 2000 - Stinkers Bad Movie Awards
  - Candidatura al Peggior attore non protagonista a Gérard Depardieu
  - Candidatura alla Peggior coppia sullo schermo a Glenn Close e Gérard Depardieu
  - Candidatura al Peggior sonoro nei titoli di coda di un film
  - Candidatura alla Peggior acconciatura sullo schermo a Gérard Depardieu